# Андрійович Зіновій Мирославович
Зіновій Мирославович Андрійович (нар. 10 січня 1972) — український політик, міський голова Надвірної (2006–2019 та з 2020). У 2019—2020 роках народний депутат IX скликання від партії «Слуга народу».

## Біографія
Народився 10 січня 1972 року в місті Надвірна Івано-Франківської області.
1989 року закінчив Надвірнянську школу № 3. Одночасно з навчанням у школі пройшов курс у Надвірнянській художній школі за фахом «Образотворче мистецтво».
З 1989 року по 1994 рік здобував вищу освіту в Прикарпатському університеті ім. Стефаника на художньо-графічному факультеті. Під час навчання був старостою групи, виступав у складі університетської команди з футболу.
Після університету направлений на роботу вчителем трудового навчання Пасічнянської загальноосвітньої школи І-ІІІ ступенів, де працював з 1994 року по 1999 року.
З 2000 року розпочав підприємницьку діяльність у приватній фірмі «Імпорт-Експорт-Люкс».

## Політика
27 березня 2006 року вперше обраний міським головою Надвірнянської міської ради.
21 липня 2019 року обраний народним депутатом ВРУ IX скл. від партії «Слуга народу» на одномандатному виборчому окрузі № 87 (Яремче з населеними пунктами Яремчанської міської ради, Надвірнянський район, частина Богородчанського, частина Коломийського районів). На час виборів: Надвірнянський міський голова, жив у Надвірній, безпартійний.
Член Комітету ВРУ з питань екологічної політики та природокористування, голова підкомітету з питань охорони і раціонального використання надр, водних ресурсів.
25 жовтня 2020-го обраний мером Надвірної, після чого 7 листопада склав мандат нардепа.

## Нагороди
- Орден «За заслуги» ІІІ ступеня (8 грудня 2021) — за вагомий особистий внесок у державне будівництво, розвиток місцевого самоврядування, багаторічну сумлінну працю і високий професіоналізм[12].